# 额尔齐斯河
额尔齐斯河（卫拉特语：ᡄᠷᡒᡅᠰ 或 ᡄᠷᡔᡅᠱ，羅馬化：Ertıs özenı，羅馬化：reká Irtýsh），古称曳咥河、也儿石河、也儿的石河、也里的石河、葉兒的石河、也里的失河，清代也稱得益河，主源发源于阿尔泰山东南部的新疆富蕴县，是中国唯一的北冰洋水系河流。额尔齐斯河上游有2大河源，分別是库依尔特河和喀依尔特河。库依尔特河发源于新疆富蕴县的托依克达热斯、沃依塔斯腾达热斯和札班达拉斯。喀依尔特河发源于新疆富蕴县阿斯道恰。库依尔特河和喀依尔特河在可可托海水库汇合后成为额尔齐斯河，一路上将喀拉额尔齐斯河、克兰河、布尔津河、哈巴河、别列则克河、阿拉克别克河等右岸支流汇入后，在中国境内全长593公里，出国境后流入哈萨克斯坦斋桑泊，继续北流进入俄罗斯，最后在汉特-曼西斯克城附近汇入鄂毕河。额尔齐斯河全长4248公里，流域面积164.3万平方公里。

## 沿岸城市
该河自南向北流经的主要城市包括：
- 中华人民共和国：富蕴，北屯，布尔津

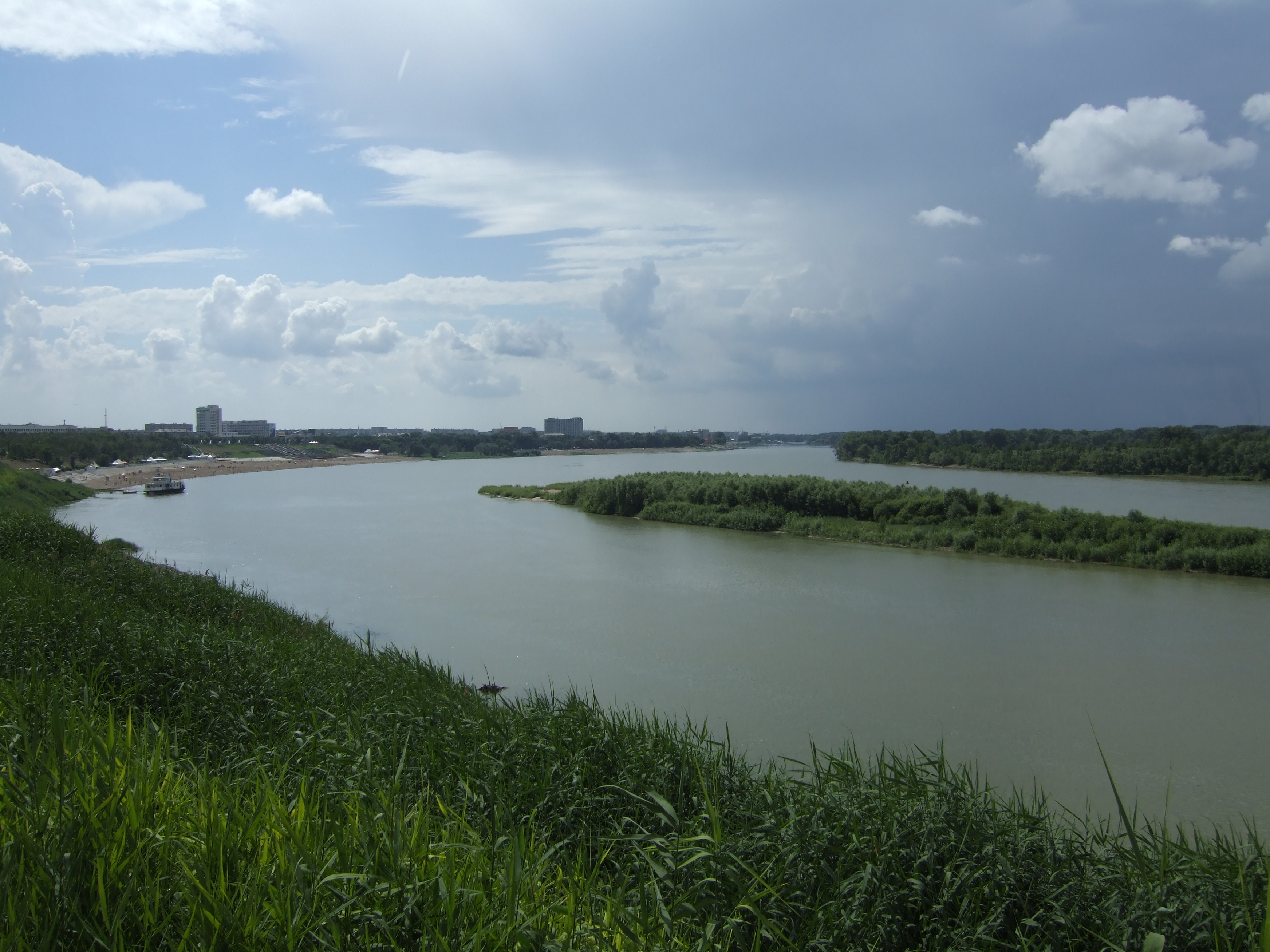
流經巴甫洛達爾的额尔齐斯河

- ：厄斯克门（乌斯季卡缅诺戈尔斯克），塞米伊（塞米巴拉金斯克），巴甫洛达尔
- 俄羅斯：鄂木斯克，塔拉，托博尔斯克，汉特-曼西斯克

## 經濟利用
额尔齐斯河是一條可通航的河流，中国境内干流建有可可托海水电站、喀腊塑克水电站、吉勒布拉克水电站、哈巴河山口水电站等發電設施，以及修建输水工程“引额济克工程”。
哈萨克斯坦境内干流建有三座大型水电站：
- 布赫塔尔玛水电站（英语：Bukhtarma Hydroelectric Power Plant），设计总库容530亿立方米，装机675MW
- 乌斯季卡缅诺戈尔斯克水电站（英语：Ust-Kamenogorsk Hydroelectric Power Plant），为布赫塔尔玛水电站（英语：Bukhtarma Hydroelectric Power Plant）的反调节水库，总库容6.5亿立方米，装机容量332MW。建有世界上高差最大的单级船闸，为42m
- 舒尔宾斯克水电站（英语：Shulbinsk Hydroelectric Power Plant），设计总库容106.5亿立方米，装机2000MW

1960年代，蘇聯曾計劃將额尔齐斯河的河水引入烏玆別克斯坦和哈薩克斯坦以緩解兩地缺水問題。1972年建成的额尔齐斯-卡拉干达运河调水工程，全长458km，设计年调水22.3亿立方米。中國則在1987年挖出一條小運河將該河河水引入逐漸乾涸的乌伦古湖中。20世紀末的引额济克工程則規模更加龐大。中國用水量的大幅增加使得俄羅斯和哈薩克等國家產生不安。

## 外部連接
- Abramof, A., translated by John Michell, , Journal of the Royal Geographical Society of London (J. Murray), 1865, 35: 58–69  [2017-04-14], doi:10.2307/3698078, （原始内容存档于2020-06-08）